# Zwiastun Ewangelicki
„Zwiastun Ewangelicki” – organ prasowy Kościoła Ewangelicko-Augsburskiego w RP.
Czasopismo kontynuuje tradycje „Zwiastuna Ewangelicznego”, ukazującego się od 15 stycznia 1863, założonego przez ks. Leopolda Otto i wydawanej po 1945 „Strażnicy Ewangelicznej” (Bytom, Bydgoszcz, Warszawa) oraz „Zwiastuna” (Warszawa). W okresie Polski Ludowej ukazywało się w ramach Wydawnictwa Zwiastun. W 2014 roku ukazywało się w nakładzie 3800 egzemplarzy.
Dodatkiem do czasopisma jest „Przyjaciel Dzieci”.
Od 2002 czasopismo przyznaje nagrody im. ks. Leopolda Otto.